# Ретє
Ретє (словен. Retje) — поселення в общині Лошкий Поток, регіон Південно-Східна Словенія, Словенія. Висота над рівнем моря: 723,2 м.